# Distretto di Yūbari
Il distretto di Yūbari (夕張郡?) è uno dei distretti della sottoprefettura di Sorachi, Hokkaidō, in Giappone.
Attualmente comprende i comuni di Kuriyama, Naganuma e Yuni.